# Xenobemisia
Xenobemisia is een geslacht van halfvleugeligen (Hemiptera) uit de familie witte vliegen (Aleyrodidae), onderfamilie Aleyrodinae.
De wetenschappelijke naam van dit geslacht is voor het eerst geldig gepubliceerd door Takahashi in 1951. De typesoort is Xenobemisia coleae.

## Soort
Xenobemisia omvat de volgende soort:
- Xenobemisia coleae Takahashi, 1951